# Matthew Dryke
Matthew Alexander Dryke (* 21. August 1958 in Port Angeles) ist ein ehemaliger US-amerikanischer Sportschütze. Er war in der Disziplin Skeet aktiv.

## Erfolge
Matthew Dryke nahm an drei Olympischen Spielen teil. Bei den Olympischen Spielen 1984 in Los Angeles erzielte er mit 198 Punkten das beste Resultat aller 69 Starter und wurde damit vor Ole Riber Rasmussen und Luca Scribani Rossi Olympiasieger. Vier Jahre darauf kam er in Seoul nicht über den 24. Platz hinaus. Zwar qualifizierte er sich für das Halbfinale, belegte in diesem jedoch mit 193 Punkten den letzten Platz. 1992 zog er dagegen in Barcelona ins Finale ein. Dieses beendete er mit 221 Gesamtpunkten auf dem sechsten Platz, nur ein Punkt hinter den Plätzen zwei bis fünf.
Dryke wurde 1983 in Edmonton und 1986 in Suhl im Einzel sowie 1979 in Montecatini Terme, 1982 in Caracas und 1983 mit der Mannschaft Weltmeister. Darüber hinaus sicherte er sich 1987 in Valencia Silber im Einzel. Bei Panamerikanischen Spielen gewann Dryke zunächst 1979 in San Juan Silber im Einzel sowie Gold mit der Mannschaft. 1983 in Caracas und 1987 in Indianapolis blieb er jeweils in der Einzel- und der Mannschaftskonkurrenz siegreich. Neunmal gewann er die US-amerikanischen Meisterschaften.
Von 1978 bis 1987 war Dryke Teil der Scharfschützeneinheit der US Army. Er ist seit 2002 mit der peruanischen Sportschützin Yvonne Dryke verheiratet und hat mit ihr eine Tochter.